# Yeon-aejojakdan: Cyrano
Yeon-aejojakdan: Cyrano (Hangul: 연애조작단; 시라노) – południowokoreański serial telewizyjny emitowany na antenie tvN. Serial był emitowany w poniedziałki i wtorki o 23:00 od 27 maja do 16 lipca 2013 roku, liczy 16 odcinków. Główne role odgrywają w nim Lee Jong-hyuk, Choi Soo-young, Lee Chun-hee, Hong Jong-hyun i Cho Yoon-woo. Powstał w oparciu o film Cyrano: Yeon-aejojakdan. Jest to czwarta część serii „Oh! Boy” stacji tvN o tzw. „Flower Boys”, skierowana do nastoletnich odbiorców.

## Obsada

### Główna
Agencja Randkowa
- Lee Jong-hyuk jako Seo Byung-hoon
  - Lee Jae Joon jako młody  Seo Byung-hoon
- Choi Soo-young jako Gong Min-young
- Hong Jong-hyun jako Moo-jin
- Cho Yoon-woo jako Ah-rang

Restauracja Seung-pyo
- Lee Chun-hee jako Cha "Master" Seung-pyo
- Bae Seong-woo jako Lee Min-shik
- Kim Min-kyo jako Go Young-dal
- Ha Yeon-joo jako Hye-ri

Inni
- Kim Jung-hwa jako Yoon Yi-seol
- Lee Min-woo as Go Do-il

### Gościnnie wystąpili
- Ji Jin-hee jako Seon Jung-nam (odc. 1)
- Lee Chung-ah jako baletnica Seol Yoo-jin (odc. 1)
- Choi Won-young jako kelner (odc. 1)
- Im Hyung-joon jako weterynarz Jin Joon-hyuk (odc. 1-3)
- Lee Yoon-ji jako bibliotekarka Ma Jae-in (odc. 1-3)
- Lee Tae-min jako Ray/Yang Ho-yeol (odc. 3-5)
- Yoon Seo jako Min Se-kyung (odc. 3-5)
- Lee Kwang-soo jako Choi Dal-in (odc. 6-8)
- Goo Eun-ae jako Dokgo Mi-jin (odc. 6-8, 14)
- Lee Yong-joo jako Yeom Chi-moo (odc. 8)
- Jung Yu-mi jako Bong Soo-ah (odc. 8-9)
- Gong Yoo jako magik (odc. 9)
- Ye Ji-won jako pielęgniarka Lee Hae-shim (odc. 10-12)
- Im Won-hee jako strażak Kim Chul-soo (odc. 10-12)
- Yoon So-jung jako Madam Hwang, babcia Moo-jina (odc. 10-12)